# فیل اسپکتور
فیل اسپکتور (انگلیسی: Phil Spector؛ زادهٔ ۲۶ دسامبر ۱۹۳۹ - درگذشته ۱۶ ژانویه ۲۰۲۱) موسیقی‌دان، تهیه‌کننده موسیقی و ترانه‌سرای اهل ایالات متحده آمریکا بود. او با تکنیک موسوم به دیوار صوتی که خودش آن را رهیافتی واگنری در راک اند رول توصیف می‌کرد، از نخستین هنرمندان مؤلف موسیقی و از تأثیرگذارترین چهره‌های موسیقی پاپ به‌شمار می‌رود.
مجلهٔ رولینگ استون سال ۲۰۰۴ او را در رتبهٔ ۶۳ از برترین هنرمندان تاریخ موسیقی جای داد. نامش به تالار مشاهیر راک اند رول و تالار مشاهیر ترانه‌سرایان نیز راه یافت.
فیل اسپکتور سال ۲۰۰۹ به اتهام قتل عمد درجه دوی لانا کلارکسون به ۱۹ سال زندان محکوم شد و تا زمان مرگ محکومیت خود را سپری کرد.
اسپکتور در ۱۶ ژانویه ۲۰۲۱ در اثر ابتلا به ویروس کرونا درگذشت.